# Phyllachora ruelliae
Phyllachora ruelliae är en svampart som beskrevs av Chardón 1930. Phyllachora ruelliae ingår i släktet Phyllachora och familjen Phyllachoraceae.   Inga underarter finns listade i Catalogue of Life.